# Autumn Kelly
Autumn Patricia Kelly (Montreal, 3 mei 1978) is een Canadese actrice. Ze was de echtgenote van Peter Phillips, de enige zoon van prinses Anne van Groot-Brittannië en Mark Phillips.

## Haar jeugd
Kelly is in 1978 in Montreal (Quebec) geboren. Haar ouders zijn gescheiden toen zij acht jaar oud was. Kelly heeft East Asian Studies gestudeerd aan de McGill-universiteit en is management consultant.

## Huwelijk met Peter Phillips
Kelly en Phillips hebben elkaar in 2003 ontmoet tijdens de Grand Prix in Montreal. Zij werkte toen al bij een Amerikaanse computerfirma in Engeland. Sinds 2008 werkt zij als persoonlijk assistent van verslaggever Sir Michael Parkinson.
Op 30 april 2008 werd bekendgemaakt dat de katholieke Kelly tot de Church of England was toegetreden, zodat Phillips zijn rechten op de Britse troon behield. Zij zijn getrouwd op 17 mei 2008 in St. George's Chapel in Windsor Castle. Op 8 juli 2010 maakten Peter en Autumn Phillips bekend dat ze in december 2010 hun eerste kind verwachtten. Hun dochter Savannah werd op 29 december 2010 geboren, waarmee koningin Elizabeth II voor het eerst overgrootmoeder was geworden. Het dochtertje stond op dat moment twaalfde in de lijn van de Britse troonopvolging. In oktober 2011 werd bekend dat ze hun tweede kind verwachtten in maart 2012. Hun tweede kind, dochter Isla Elizabeth, werd geboren op 29 maart 2012. Op 11 februari 2020 werd bekendgemaakt dat het koppel na een huwelijk van twaalf jaar ging scheiden. 